# Brezal

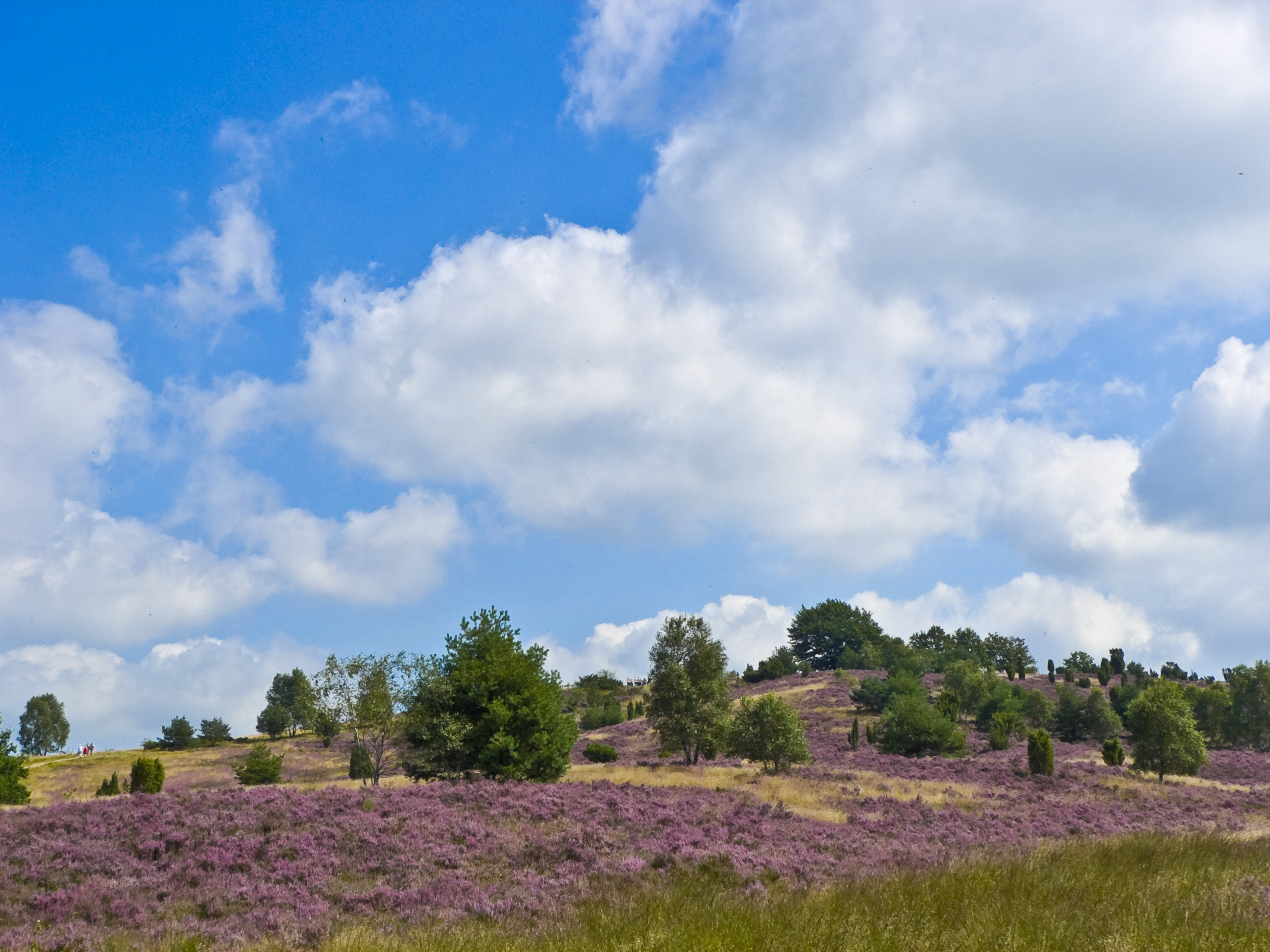
Brezal de Monte Wilsede, Región de Luneburgo (Alemania).

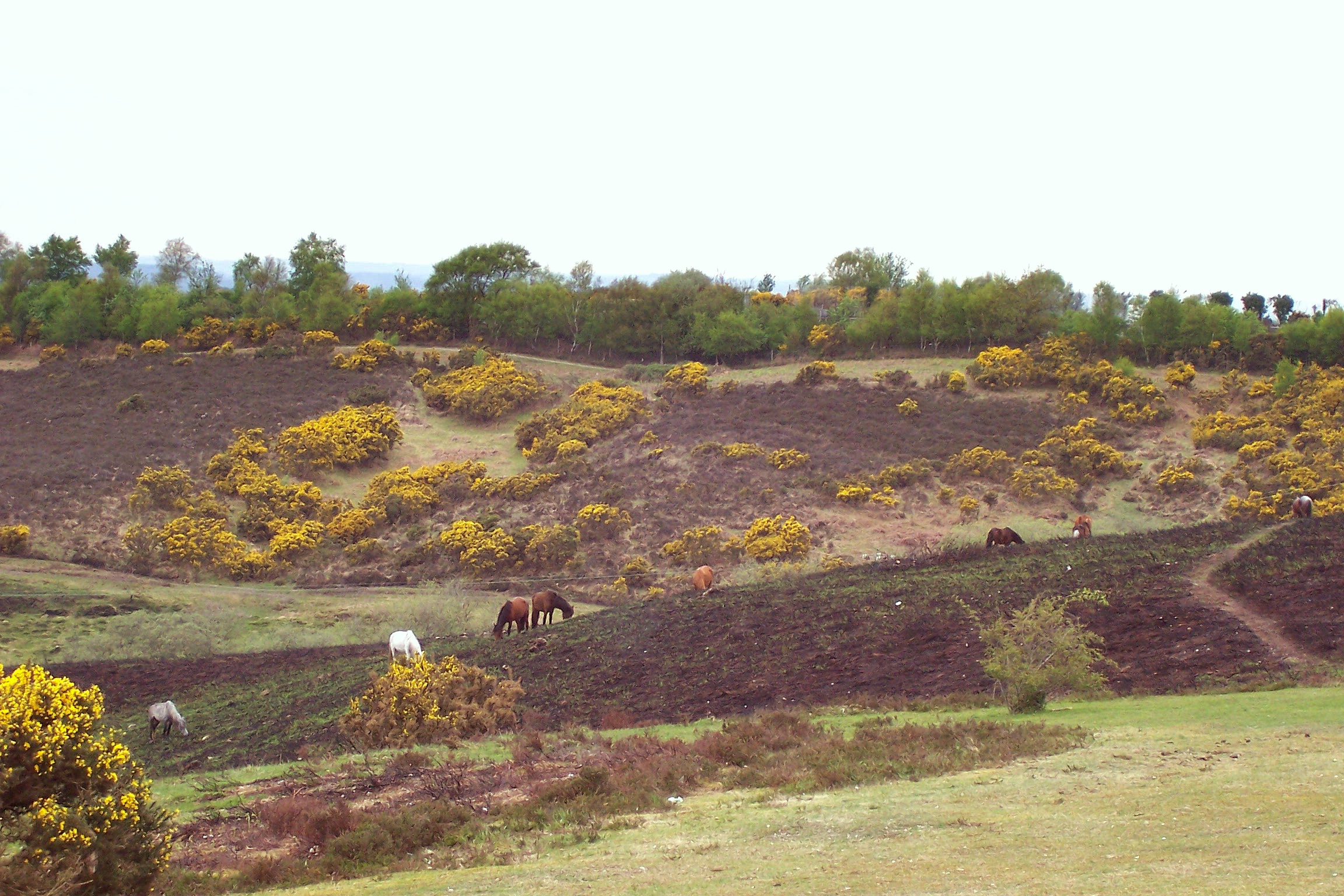
Brezal en New Forrest (Inglaterra).

Un brezal es una comunidad arbustiva, de una altura media, en la que los brezos (Erica ssp), como el brezo colorado, el brezo blanco, la quirola y la brecina tienen una relevancia notable. Se da la circunstancia que estas son especies que pueden sobrevivir a perturbaciones severas, como el fuego o la roza, ya que rebrotan a partir de yemas situadas en órganos subterráneos o cepas. El hecho de soportar el fuego les da una enorme ventaja sobre otro tipo de vegetación que tiene que florecer y germinar. Naturalmente sucumben si los fuegos son muy reiterativos, entre otros factores, por el empobrecimiento de la tierra. 
Estas plantas se acompañan también de otros arbustos que pueden tener buena representación, como algunas jaras (Cistus ssp), como la jara del ládano, la jara macho y la carpaza. Suelen ser resultado de una degradación importante de alcornocales y además de los arbustos que aparecen en los madroñales, se acompañan también de carquesas, alacayuelas, tojo europeo, labiérnago y Polygala microphylla, entre otras.
El brezal mediterráneo constituye un tipo de vegetación singular y de gran importancia por sus endemismos en toda la cuenca mediterránea.
En el suroeste de la península ibérica pueden distinguirse dos tipo de brezal: los brezales altos y los bajos o nanobrezales. En los brezales altos la especie dominante es Erica australis, un brezo de flor rosada o fresa, que puede alcanzar hasta 3 m de altura, a veces acompañado de Erica arborea, un brezo de flor blanca que puede llegar también a esa altura. Esas dos especies de brezo suelen estar acompañadas por la jara cervuna (Cistus populifolius), el escobón (Cytisus striatus), la aulaga morisca (Genista triacanthos), la brecina (Calluna vulgaris) o la carquesa (Pterospartum tridentatum).
Los brezales bajos, que ocupan en muchos casos posiciones circundantes a los brezales altos, están dominados por la presencia de un brezo de escaso porte, la mogariza (Erica umbellata), que en la mayoría de los casos se acompaña de la alcayuela (Halimium ocymoides) y con frecuencia también de la carquesa (Pterospartum tridentatum). Estos nanobrezales se encuentran fundamentalmente en suelos muy degradados.
En el Andévalo hay un brezo endémico de la faja pirítica, Erica andevalensis, que forma brezales monoespecíficos en lo que a especies leñosas se refiere, fundamentalmente  en escombreras de minas y bordes de cursos de agua ácida debido al hecho de su tolerancia a los metales pesados, circunstancia que no comparten el resto de las especies y en estas condiciones solo está acompañada ocasionalmente por algunas plantas herbáceas.

## Características del ecosistema
La principal característica ecológica de los brezales es el bajísimo nivel de nutrientes de sus suelos, que afecta a casi todos los aspectos de la vida del ecosistema. Todas las plantas y animales que viven en los brezales deben disponer de algún mecanismo de adaptación para hacer frente a la relativa escasez de sustancias químicas biológicas importantes, como los fosfatos y los nitratos. La adaptación física más obvia es la pequeña estatura de la mayoría de las plantas de los brezales, que va unida a un ritmo de crecimiento lento. El crecimiento lento a menudo anula las descargas periódicas de nutrientes adicionales -por ejemplo, cuando un animal muere y se descompone o cuando se liberan masas de nutrientes tras un incendio forestal, que se almacenan en órganos subterráneos en lugar de utilizarse para aumentar el tamaño de las partes de la planta por encima del suelo.  La presencia de grandes órganos subterráneos de almacenamiento leñosos (lignotubérculos) en muchos de los arbustos y de grandes tubérculos, cormos y bases foliares ricos en carbohidratos en juncias y hierbas significa que suele haber una mayor masa de tejido vivo bajo la superficie del suelo que sobre ella.

### Importancia ecológica de los brezales
Los brezales son ecológicamente importantes por varias razones, ya que contribuyen de manera significativa a la biodiversidad, los servicios ecosistémicos y la provisión de hábitats. 
- Puntos calientes de biodiversidad

Los brezales albergan una gran variedad de especies vegetales y animales, incluidas muchas que están especializadas en estos hábitats. Los arbustos y las hierbas de bajo crecimiento, típicos de Los brezales, como el brezo, el tojo y el retama, proporcionan hábitats esenciales para una variedad de invertebrados, aves y mamíferos.
Muchas especies que se encuentran en Los brezales están adaptadas a condiciones difíciles (suelo pobre y ácido, exposición frecuente al fuego y el pastoreo). Estos ecosistemas a menudo albergan especies endémicas, lo que los convierte en fundamentales para mantener la biodiversidad.
Los mamíferos más frecuentes son el conejo, la liebre, varios especies de ratones y zorros. Pájaros típicos son el gallo lira común Lyrurus tetrix, el chotacabras europeo o chotacabras gris (Caprimulgus europaeus), la tarabilla común (Saxicola rubicola), el bisbita arbóreo (Anthus trivialis), la alondra común (Alauda arvensis) y el alcaudón norteño (Lanius excubitor). En las áreas más húmedas habitan anfibios como la rana campestre (Rana arvalis), la rana bermeja (Rana temporaria) y el sapo corredor (Epidalea calamita). En cuanto a los reptiles, la landa es habitada por el lagarto ágil (Lacerta agilis), la lagartija vivípara (Zootoca vivipara), el zorro, la culebra lisa europea (Coronella austriaca), la culebra de collar (Natrix natrix) y la víbora común europea (Vipera berus).
- Almacenamiento de carbono y protección del suelo

Los brezales pueden almacenar carbono en forma de turba, especialmente en regiones donde el suelo se encharca. La acumulación de turba en estas áreas ayuda a almacenar carbono durante períodos largos, contribuyendo a la regulación del clima al actuar como sumideros de carbono.
La vegetación densa de Los brezales ayuda a estabilizar el suelo y prevenir la erosión. Esto es particularmente importante en áreas con suelos arenosos o sueltos, donde la cobertura vegetal ayuda a reducir la erosión por viento y agua.
- Apoyo a los polinizadores y cadenas alimentarias

Las flores de las plantas de Los brezales, como el brezo, proporcionan néctar a una variedad de polinizadores, incluidos abejas, mariposas y polillas. Esto, a su vez, apoya a la red trófica más amplia, beneficiando no solo a los polinizadores, sino también a otras especies que dependen de ellos como fuente de alimento.
Los brezales proporcionan una base en la cadena alimentaria, ofreciendo alimento y refugio a una variedad de herbívoros, como pequeños mamíferos e insectos. Estos herbívoros, a su vez, son presas de depredadores de nivel superior.
- Ecología del fuego y regeneración

Adaptadas al fuego: Los ecosistemas de Los brezales a menudo son propensos al fuego, y muchas especies están adaptadas al fuego como medio de regeneración. Los incendios pueden despejar la vegetación muerta, creando espacio para el nuevo crecimiento y permitiendo que prosperen especies resistentes al fuego. Este proceso de regeneración ayuda a mantener la salud del ecosistema y promueve la biodiversidad.
Los incendios regulares de baja intensidad previenen la sucesión hacia ecosistemas forestales, manteniendo el hábitat de la landa. Sin fuego, estas áreas podrían finalmente volverse cubiertas por especies lechosas, perdiendo sus comunidades vegetales características.
- Significado cultural e histórico

Históricamente, Los brezales han sido utilizadas para pastoreo, recolección de leña y agricultura. Estas actividades han moldeado la estructura de los hábitats de Los brezales, creando un paisaje que apoya una variedad de vida vegetal y animal.
Muchas áreas de landa tienen un valor cultural, y las prácticas tradicionales de manejo de la tierra, como la quema controlada, han jugado un papel importante en la configuración de la biodiversidad de estos ecosistemas. Su preservación ayuda a mantener paisajes culturales que son importantes para el patrimonio humano.
- Regulación del agua

Los brezales pueden actuar como amortiguadores para la regulación del agua, absorbiendo y liberando lentamente agua. Esto ayuda a reducir el riesgo de inundaciones y mantener el equilibrio hidrológico en las áreas circundantes. A menudo forman parte de cuencas hidrográficas, apoyando el ciclo del agua tanto en áreas altas como bajas.

## Características
Los brezales se ven favorecidos cuando las condiciones climáticas son típicamente duras y secas, sobre todo en verano, y los suelos son ácidos, de baja fertilidad, y a menudo arenosos y de muy libre drenaje; puede haber una ciénaga cuando el drenaje es escaso, pero normalmente su extensión es pequeña. Los brezales están dominados por arbustos bajos, de 20 centímetros (8 plg) a 2 metros (7 pies) de altura.
La vegetación de los brezales puede ser extremadamente rica en especies vegetales, y los brezales de Australia albergan unas 3.700 especies endémicas o típicas, además de numerosas especies menos restringidas. Los brezales fynbos de Sudáfrica son los segundos en biodiversidad vegetal, después de las selvas tropicales, con más de 7.000 especies. En marcado contraste, las diminutas bolsas de brezales en Europa están extremadamente depauperadas con una flora que consiste principalmente en Calluna vulgaris, Erica y Ulex.
La fauna de los brezales suelen ser especies cosmopolitas de la región. En los brezales depauperados de Europa, las especies de aves suelen ser más características de la comunidad, y entre ellas se encuentran el aguilucho cenizo y el bisbita arbóreo. En Australia, la fauna aviar de los brezales está dominada por las aves que se alimentan de néctar, como el mielero y el loriketa, aunque también son comunes en los brezales australianos otras numerosas aves, desde el emú hasta el águila. Entre las aves de los fynbos sudafricanos se encuentran los pájaros del sol, las currucas y los lúganos. Los brezales son también un excelente hábitat para los insectos, como las hormigas, las polillas, las mariposas y las avispas. Un ejemplo de organismo restringido a los brezales es la mariposa azul plateada, Plebejus argus.

### Grado de apertura
Los arbustos bajos (pequeños arbustos con una altura entre 0,5 y 2 metros: brezo, retama, arándano, etc.) tienen un índice de cobertura superior al de los arbustos altos (árboles de más de 2 metros de altura: pino, serbal, roble, etc.), cuyo índice no supera el 25%. Este índice de cobertura permite determinar el grado de cierre de la matorral: matorral claro (cobertura de arbustos bajos < 30% y menos del 10% de arbustos altos), matorral semiabierto (30% < cobertura de arbustos bajos < 60%), matorral cerrado (cobertura de arbustos bajos > 60% y de arbustos altos < 25%), matorral arbolado (cobertura de arbustos bajos > 60% y cobertura de arbustos altos entre 25% y 50%).
La evaluación del índice de arbustización mediante matorrales (más del 75%, el medio se considera como matorral) permite evaluar las amenazas de cierre del entorno. El tipo de colonización de los arbustos, definido por su disposición dentro del medio (homogénea, en el borde o en manchas formando un mosaico) y por las especies presentes, permite comprender mejor su desarrollo.

## Brezales antropogénicos

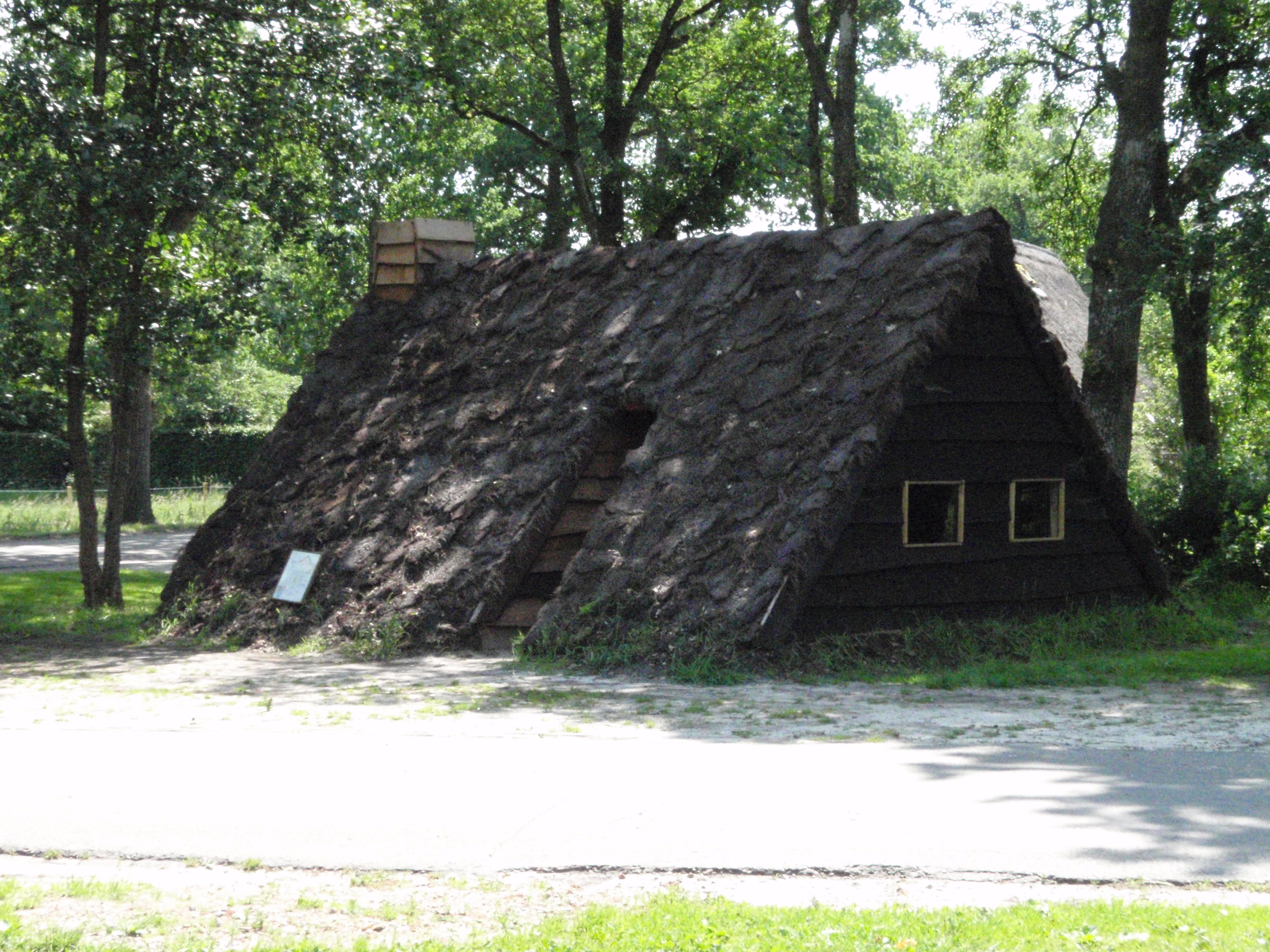
Cabaña cubierta de brezales en Echten (Drenthe, Países Bajos).

Los hábitats de brezales antropogénicos son un paisaje cultural que puede encontrarse en todo el mundo en lugares tan diversos como el norte y el oeste de Europa, América, Australia, Nueva Zelanda, Madagascar y Nueva Guinea.
Estos brezales se crearon o ampliaron originalmente gracias a siglos de tala de la vegetación natural de los bosques y arboledas, mediante el pastoreo y la quema. En algunos casos, este desmonte fue tan grande que algunas partes de los brezales han dado paso a manchas abiertas de pura arena y dunas de arena, con un clima local que, incluso en Europa, puede alcanzar temperaturas de 50 grados Celsius (122 °F) en verano, secando la mancha de arena que bordea el brezal y aumentando aún más su vulnerabilidad a los incendios forestales. Refiriéndose a los brezales de Inglaterra, Oliver Rackham dice: "Los brezales son claramente el producto de las actividades humanas y deben gestionarse como brezales; si se descuidan se convierten en bosques".
A partir de fines del siglo XX se ha apreciado mucho más el valor de conservación de estos brezales creados por el hombre, debido a su valor cultural histórico como hábitat;{ en consecuencia, la mayoría de los brezales están protegidos. Sin embargo, también están amenazados por la incursión de árboles debido a la interrupción de las técnicas de gestión tradicionales, como el pastoreo y la quema, que mediaban en los paisajes. Algunos también están amenazados por la expansión urbana. Los brezales antropogénicos se mantienen artificialmente mediante una combinación de pastoreo y quemas periódicas (conocidas como swailing), o (raramente) la siega; si no se mantienen así, son rápidamente recolonizados por bosques o arboledas. Las especies arbóreas recolonizadoras dependerán de lo que esté disponible como fuente local de semillas, por lo que pueden no reflejar la vegetación natural antes de que el brezal se estableciera.